# تاريخ السلفادور

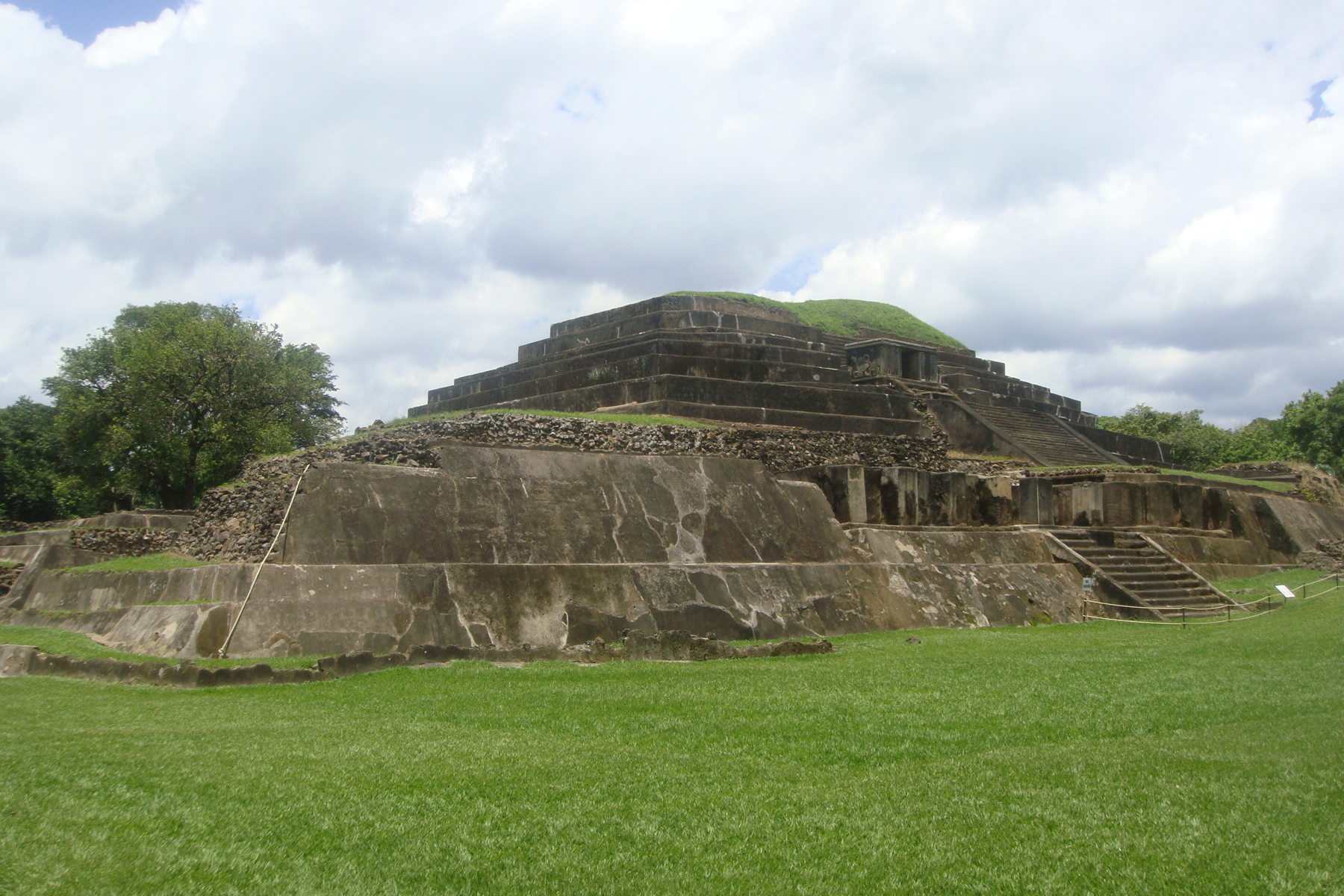

يبدأ تاريخ السلفادور بعدد من أمم أمريكا الوسطى، وخاصةً كوزكاتليكس ولينكا والمايا. في أوائل القرن السادس عشر، غزت الإمبراطورية الإسبانية المنطقة، ودمجتها في النيابة الملكية الإسبانية الجديدة التي حُكمت من مكسيكو سيتي. في عام 1821، حصلت البلاد على استقلالها عن إسبانيا كجزء من الإمبراطورية المكسيكية الأولى ، لتنفصل فيما بعد كجزء من جمهورية أمريكا الوسطى الفيدرالية بعد ذلك بعامين. عند حل الجمهورية عام 1841، أصبحت السلفادور ذات سيادة حتى شكلت اتحادًا قصير الأجل مع هندوراس ونيكاراغوا سُمي جمهورية أمريكا الوسطى الكبرى، والذي استمر من عام 1895 إلى عام 1898.
في القرن العشرين، عانت السلفادور من عدم الاستقرار السياسي والاقتصادي المزمن الذي اتسم بالانقلابات والثورات وخلافة الحكام الاستبداديين الناجم عن تدخل الولايات المتحدة. بلغ التفاوت الاجتماعي والاقتصادي المستمر والاضطرابات المدنية ذروتها في الحرب الأهلية السلفادورية المدمرة في ثمانينيات القرن العشرين، والتي نشبت بين الحكومة التي يقودها الجيش وتحالف من مجموعات العصابات اليسارية. انتهى الصراع عام 1992 بتسوية تفاوضية أنشأت جمهورية دستورية متعددة الأحزاب، والتي ما تزال قائمة حتى يومنا هذا.
هيمنت الزراعة تاريخيًا على اقتصاد السلفادور، بدءًا من نبات النيلة (آنّيل بالإسبانية)، وهو أهم محصول خلال الفترة الاستعمارية، يليه القهوة  والتي شكلت بحلول أوائل القرن العشرين 90 بالمئة من عائدات التصدير.

## قبل الغزو الإسباني
قبل الغزو الإسباني، كانت المنطقة المعروفة بالسلفادور تتكون من ثلاث ولايات أصلية وعدة إمارات. في وسط السلفادور كان السكان الأصليون، البيبيل، وهم قبيلة من البدو الرحل من ناهوا استقروا هناك لفترة طويلة. كان البيبيل شعبًا مصممًا قاوم بشدة الجهود الإسبانية لتوسيع سيطرتها جنوبًا.
كانت منطقة الشرق مأهولة بالسكان ثم حكمتها شعب اللينكا. كانت المنطقة الشمالية لنهر ليمبا الأعلى مأهولة بالسكان وحكمها الكورتي وهم من شعب المايا. كانت ثقافتهم شبيهة بثقافة جيرانهم من الأزتيك والمايا.
تحوي العديد من المواقع الأثرية البارزة على مساكن وأدلة أخرى على الحياة اليومية قبل 1400 عام؛ عُثر عليها محفوظةً تحت ستة أمتار من الرماد البركاني.

## الغزو الإسباني (1524-1525)
فشلت المحاولة الإسبانية الأولى للسيطرة على لوردية كوزكالتان عام 1524، عندما أجبر بيدرو دي ألفارادو على التراجع من قبل محاربي البيبيل بقيادة الملك أتلاكتال والأمير أتونال في معركة أكاجوكلتا. في عام 1525، عاد ألفارادو ونجح في جعل المنطقة تحت سيطرة أودينسيا في المكسيك.

## الحكم الإسباني (1525-1609)
سمى بيدرو دي ألفارادو المنطقة تيمنًا بيسوع المسيح؛ السلفادور (المخلص باللغة الإسبانية). عُين أول حاكم لها، وهو منصب شغله حتى وفاته عام 1541. كانت المنطقة تحت سلطة أودينسيا بنما قصيرة الأجل من 1538 إلى 1543، عندما وُضعت معظم أمريكا الوسطى تحت أودينسيا الجديدة في غواتيمالا.